# فورت یوکان (آلاسکا)

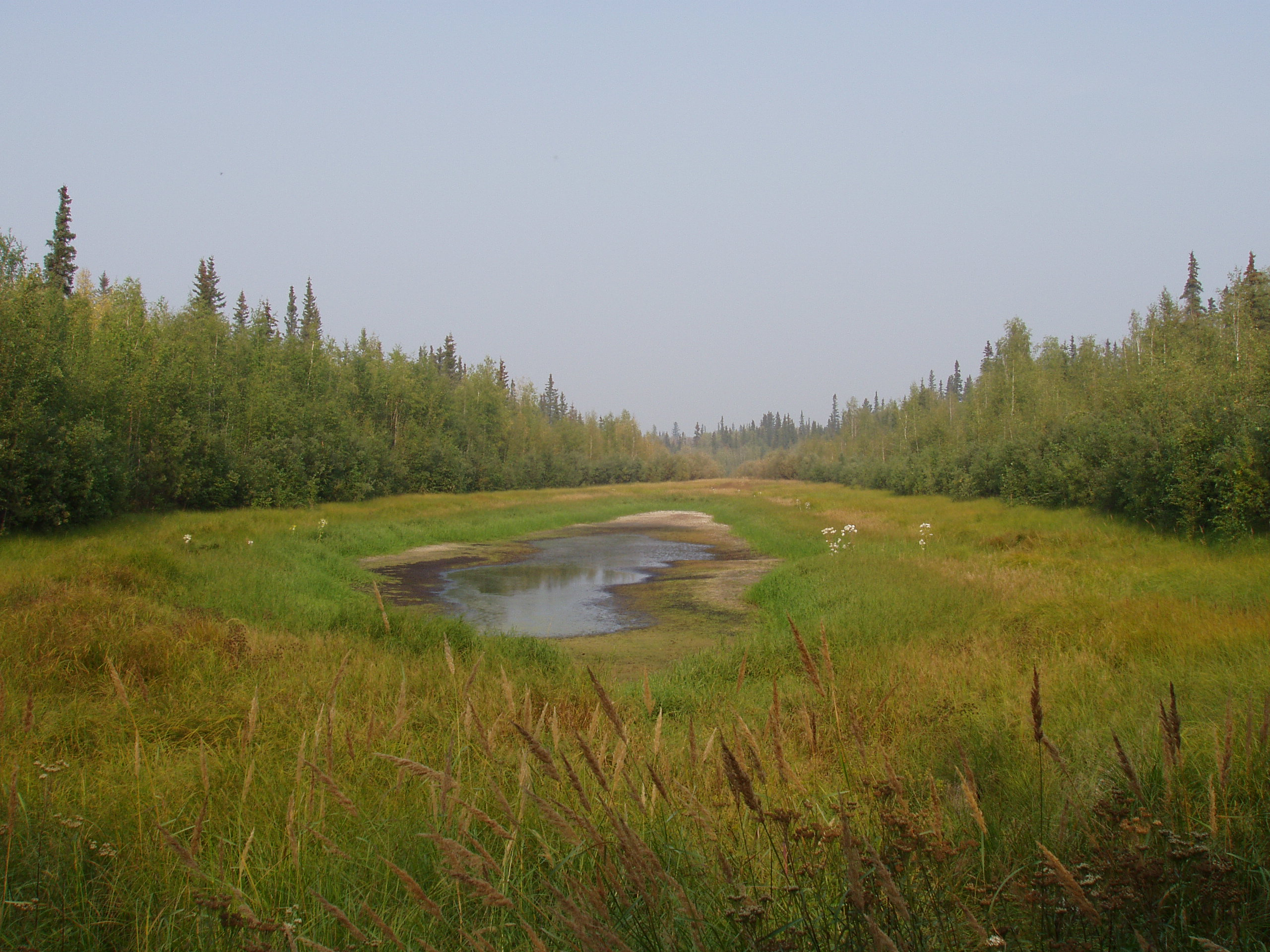
فورت یوکان

فورت یوکان (به انگلیسی: Fort Yukon) شهری در ناحیه سرشماری یوکان-کویوکوک ایالت آلاسکا است که جمعیت آن در سرشماری سال ۲۰۰۰ میلادی ۵۹۵ نفر بوده‌است.